# Daniel Morad
Daniel Morad (ur. 24 kwietnia 1990 w Markham, York Region, Ontario) – kanadyjski kierowca wyścigowy.

## Kariera

### Początki
Daniel karierę rozpoczął w 1998 roku od startów w kartingu. W 2006 roku zadebiutował w serii wyścigów samochodów jednomiejscowych – Amerykańskiej Formule BMW. Pierwszy sezon zakończył na 6. miejscu w końcowej klasyfikacji. W drugim sześciokrotnie zwyciężył, ostatecznie sięgając po tytuł mistrzowski. Po sukcesie z zespołem EuroInternational, Kanadyjczyk przeniósł się do serii Atlantic, gdzie również startował w barwach tego teamu. Wystąpiwszy w ośmiu wyścigach, zmagania zakończył na 12. pozycji. Na przełomie 2008 i 2009 roku, Morad wziął udział w zimowej serii A1 Grand Prix. Reprezentując libijską ekipę, dwukrotnie znalazł się na punktowanych lokatach, dzięki czemu jego zespół rywalizację ukończył na 17. miejscu.

### Seria GP3
W sezonie 2010 Daniel podpisał kontrakt z irlandzką ekipą Status GP, na starty w nowo utworzonej Serii GP3. Kanadyjczyk czterokrotnie sięgnął po punkty, na torze Istanbul Park oraz Silverstone. Podczas drugiego wyścigu w Wielkiej Brytanii Morad wykorzystał start z drugiej pozycji do pierwszego zwycięstwa w karierze. Zdobyte punkty sklasyfikowały go na 12. miejscu.
W 2011 roku Kanadyjczyk zajął miejsce Francuza Toma Dillmanna w brytyjskiej ekipie Carlin. Daniel wziął udział w dwóch hiszpańskich rundach, na torze Circuit de Catalunya oraz Valencia Street Circuit. W żadnym z czterech wyścigów nie zdobył jednak punktów.

### Indy Lights
W roku 2011 wystartował w dwóch wyścigach serii Indy Lights, na torze w Edmonton. Plasując się w drugiej dziesiątce, sięgnął po kilkadziesiąt punktów, dzięki którym zmagania zakończył na 26. pozycji.

## Statystyki
| Sezon     | Seria                   | Zespół                     | Wyścigi | PP | Zwycięstwa | Punkty | Poz. koń. |
| 2006      | Amerykańska Formuła BMW | AIM Autosport              | 14      | 1  | 1          | 75     | 6         |
| 2007      | Amerykańska Formuła BMW | EuroInternational          | 14      | 3  | 6          | 523    | 1         |
| 2008      | Formuła Atlantic        | EuroInternational          | 8       | 0  | 0          | 95     | 12        |
| 2008-2009 | A1 Grand Prix           | A1 Grand Prix Lebanom Team | 14      | 0  | 0          | 8      | 17        |
| 2010      | Seria GP3               | Status Grand Prix          | 16      | 0  | 1          | 15     | 12        |
| 2011      | Seria GP3               | Carlin Motorsport          | 4       | 0  | 0          | 0      | 25        |
| 2011      | Indy Lights             | Team Moore Racing          | 2       | 0  | 0          | 34     | 26        |

## Wyniki w GP3
| Legenda oznaczeń w tabelach wyników Wyświetl szablon na nowej stronie | Legenda oznaczeń w tabelach wyników Wyświetl szablon na nowej stronie                                                                     |
| Oznaczenie                                                            | Wyjaśnienie |
| --------------------------------------------------------------------- | --- |
| Złoty                                                                 | Zwycięzca lub mistrzostwo |
| Srebrny                                                               | 2. miejsce lub wicemistrzostwo |
| Brązowy                                                               | 3. miejsce lub II wicemistrzostwo |
| Zielony                                                               | Ukończył, punktował (w klasyfikacji generalnej, gdy zdobył co najmniej jeden punkt na przestrzeni sezonu, poza trzema powyższymi opcjami) |
| Niebieski                                                             | Ukończył, nie punktował (w klasyfikacji generalnej, gdy nie zdobył co najmniej jednego punktu na przestrzeni sezonu)                      |
| Czerwony                                                              | Nie zakwalifikował się (NZ) |
| Czerwony                                                              | Nie prekwalifikował się (NPK) |
| Różowy                                                                | Nie ukończył (NU) |
| Różowy                                                                | Niesklasyfikowany (NS) (w klasyfikacji generalnej, gdy nie został sklasyfikowany w żadnym wyścigu sezonu)                                 |
| Czarny                                                                | Zdyskwalifikowany (DK) |
| Czarny                                                                | Wykluczony (WYK/EX) |
| Biały                                                                 | Nie wystartował (NW) |
| Biały                                                                 | Kontuzjowany (K/INJ) |
| Biały                                                                 | Wyścig odwołany (OD/C) |
| Bez koloru                                                            | Został wycofany (WYC/WD) |
| Bez koloru                                                            | Nie przybył (NP/DNA) |
| Bez koloru                                                            | Nie brał udziału w treningach (NT/DNP) |
| Bez koloru                                                            | Nie został zgłoszony (–) |
| Pogrubienie                                                           | Start z pole position |
| Kursywa                                                               | Najszybsze okrążenie wyścigu |
| †                                                                     | Nie ukończył, ale jego rezultat został zaliczony ze względu na przejechanie więcej niż 90% dystansu wyścigu.                              |
| *                                                                     | Sezon w trakcie |
| 1/2/3                                                                 | Punktowana pozycja w sprincie kwalifikacyjnym                                                                                             |
| Lista systemów punktacji Formuły 1                                    | |

| Rok  | Zespół            | Wyniki w poszczególnych eliminacjach | Wyniki w poszczególnych eliminacjach | Wyniki w poszczególnych eliminacjach | Wyniki w poszczególnych eliminacjach | Wyniki w poszczególnych eliminacjach | Wyniki w poszczególnych eliminacjach | Wyniki w poszczególnych eliminacjach | Wyniki w poszczególnych eliminacjach | Wyniki w poszczególnych eliminacjach | Wyniki w poszczególnych eliminacjach | Wyniki w poszczególnych eliminacjach | Wyniki w poszczególnych eliminacjach | Wyniki w poszczególnych eliminacjach | Wyniki w poszczególnych eliminacjach | Wyniki w poszczególnych eliminacjach | Wyniki w poszczególnych eliminacjach | Punkty | Pozycja |
| ---- | ----------------- | ------------------------------------ | ------------------------------------ | ------------------------------------ | ------------------------------------ | ------------------------------------ | ------------------------------------ | ------------------------------------ | ------------------------------------ | ------------------------------------ | ------------------------------------ | ------------------------------------ | ------------------------------------ | ------------------------------------ | ------------------------------------ | ------------------------------------ | ------------------------------------ | ------ | ------- |
| 2010 | Status Grand Prix | ESP                                  | ESP                                  | TUR                                  | TUR                                  | VAL                                  | VAL                                  | GBR                                  | GBR                                  | DEU                                  | DEU                                  | HUN                                  | HUN                                  | BEL                                  | BEL                                  | ITA                                  | ITA                                  | 15     | 12      |
| 2010 | Status Grand Prix | NU                                   | 22                                   | 5                                    | 5                                    | 19                                   | 12                                   | 7                                    | 1                                    | NU                                   | 9                                    | 21                                   | 12                                   | NU                                   | 16                                   | 9                                    | 7                                    | 15     | 12      |
| 2011 | Carlin Motorsport | TUR                                  | TUR                                  | ESP                                  | ESP                                  | VAL                                  | VAL                                  | GBR                                  | GBR                                  | DEU                                  | DEU                                  | HUN                                  | HUN                                  | BEL                                  | BEL                                  | ITA                                  | ITA                                  | 0      | 33      |
| 2011 | Carlin Motorsport | -                                    | -                                    | 24                                   | 14                                   | 15                                   | NU                                   | NW                                   | NW                                   | -                                    | -                                    | -                                    | -                                    | -                                    | -                                    | -                                    | -                                    | 0      | 33      |